# Central Campesina Cardenista
Central Campesina Cardenista är en ort i Mexiko.   Den ligger i kommunen Acala och delstaten Chiapas, i den sydöstra delen av landet, 700 km sydost om huvudstaden Mexico City. Central Campesina Cardenista ligger 707 meter över havet och antalet invånare är 103.
Terrängen runt Central Campesina Cardenista är kuperad åt sydost, men åt nordväst är den platt. Runt Central Campesina Cardenista är det ganska glesbefolkat, med 50 invånare per kvadratkilometer. Närmaste större samhälle är Acala, 16,0 km norr om Central Campesina Cardenista. I omgivningarna runt Central Campesina Cardenista växer huvudsakligen savannskog.